# George Howard Herbig
George Howard Herbig, ameriški astronom, * 2. januar 1920, Wheeling, Zahodna Virginija, ZDA, † 12. oktober 2013, Honolulu, Oahu, Havaji, ZDA.
Herbig je najbolj znan po odkritju Herbig-Harovih teles. Doktroriral je leta 1948 na Univerzi Kalifornije v Berkeleyju z disertacijo A Study of Variable Stars in Nebulosity.